# Luz Marina Posada
Luz Marina Posada (Medellín, Colombia, 9 de octubre de 1974) es una compositora e intérprete colombiana. Ha realizado estudios de música en el Instituto de Bellas Artes y en la Escuela Popular de Arte de Medellín; ha sido alumna de armonía moderna de importantes maestros dentro del ámbito de la música andina colombiana como José Revelo, León Cardona y Alexander Cuesta. Ha realizado también estudios de guitarra clásica en la Facultad de Artes de la Universidad de Antioquia bajo la asesoría del maestro Roberto Fernández.

## Recorrido musical
En el año de 1994 fue ganadora del primer lugar en la modalidad de conjunto instrumental como guitarrista del cuarteto instrumental Iuma en el Festival Nacional del Pasillo.  Obtuvo el segundo lugar como solista vocal en el Festival Metropolitano de la Canción de Medellín en el año de 1995.  Hizo parte del grupo musical del Teatro Popular de Medellín entre los años 1995 y 1998 donde, entre otros, realizó la musicalización y participó en la dramaturgia del montaje teatral “Alfonsina” en 1998.
En 1999 alcanzó el primer lugar en el Concurso nacional de composición Carlos Vieco Ortiz en la modalidad de obra inédita vocal con el bambuco “Acalanto para Sara”.  En 2001 obtuvo el primer lugar en el Primer Festival de la Canción Inédita Universitaria, realizado en la ciudad de Pasto y organizado por la Universidad de Nariño, con las obras “Tu sortilegio” y “Canción de amor (entre mi patria y yo) ”.  En el año 2002 fue finalista en la XVI versión del festival de música andina colombiana Hatoviejo – Cotrafa, en la modalidad de solista vocal, y en 2003 fue también finalista en el XII Concurso Nacional del Bambuco “Luis Carlos González”, en la misma modalidad.
Durante el segundo trimestre de 2003, estuvo radicada en la ciudad de Quito, Ecuador, donde realizó varias presentaciones en establecimientos culturales como el “Café de la Casa” (establecimiento anexo a la Casa de la Cultura Ecuatoriana), el “Café libro”, entre otros, y también en otras ciudades ecuatorianas como Riobamba e Ibarra en el “Café Arte”.  En noviembre del mismo año fue invitada al Segundo Encuentro de Cantautores “Hacer una canción”, evento organizado por la división cultural de Comfama.
En junio de 2004 fue invitada al Encuentro de Cantautoras realizado en el marco de la XXX versión del Festival Mono Nuñez.  Ha compartido escenario en diversos encuentros con los cantautores Ancizar Castrillón, Jorge Humberto Jiménez, Jorge Laverde, John Jairo Torres de la Pava y Gustavo Adolfo Renjifo.
En octubre de 2004 obtuvo el premio Macías-Figueroa a la Mejor obra inédita, en el Festival Nacional del Bambuco,  en Pereira, con la obra “A pesar de tanto gris”. En 2005, con la danza “El cuento de nunca contar” ocupó el segundo lugar en el concurso de obras inéditas del Festival Mono Nuñez.
En febrero de 2011 en Espinal, municipio del departamento del Tolima, Luz Marina Posada participó en la versión número 27 del Festival Nacional del Bunde 'Gonzalo Sánchez Reyes' donde obtuvo el primer puesto con su obra 'Amarillo, azul y rojo'; además fue la ganadora del premio otorgado a mejor composición de bunde por el mismo tema.
Tiplista (ejecuta el tiple) de la agrupación femenina de música andina colombiana Cuarto Creciente.  Ha sido docente en el área de música en diversas instituciones públicas y privadas de la ciudad de Medellín.  Además, dada su gran afición a la música brasilera y la interpretación que de esta hace, ha sido invitada a varios lugares y programas radiales especializados en la difusión de dicho género.  Se ha desempeñado además, como guitarrista acompañante de la reconocida cantante huilense Niyireth Alarcón.

### Reconocimientos como compositora
- En 1999 alcanzó el primer lugar en el Concurso nacional de composición Carlos Vieco Ortiz en la modalidad de obra inédita vocal con el bambuco “Acalanto para Sara”.
- En 2001 obtuvo el primer lugar en el Primer Festival de la Canción Inédita Universitaria, realizado en la ciudad de Pasto y organizado por la Universidad de Nariño, con las obras “Tu sortilegio” y “Canción de amor (entre mi patria y yo) “.
- En 2004 obtuvo el premio Macías-Figueroa a la Mejor obra inédita, en el Festival Nacional del Bambuco, en Pereira, con la obra “A pesar de tanto gris”.
- En 2005, con la danza “El cuento de nunca contar” ocupó el segundo lugar en el concurso de obras inéditas del Festival Mono Núñez.
- En 2006 obtuvo el segundo lugar en el concurso de canción inédita Festival del Bunde en El Espinal, Tolima con el bambuco-caña “El vuelo”.
- En 2006 obtuvo el segundo lugar en el concurso de canción inédita “Efraín Orozco” en Cajibío, Cauca con la guabina “A bordo de tu voz”.
- En 2007 con el bambuco “El trueque va a empezar obtuvo el tercer lugar en el concurso de canción inédita “Efraín Orozco” en Cajibío, Cauca”.
- En 2011 premio al mejor bunde y a la mejor canción inédita en el XXVII Festival del Bunde con la obra "Amarillo, azul y rojo"

### Reconocimientos como intérprete
- En 1994 fue ganadora del primer lugar en la modalidad de conjunto instrumental como guitarrista del cuarteto instrumental IUMA en el Festival Nacional del Pasillo., Aguadas, Caldas.
- En 1995 obtuvo el segundo lugar como solista vocal en el Festival Metropolitano de la Canción de Medellín.
- En 2002 y 2007 fue finalista en el Festival nacional de música andina colombiana Hatoviejo – Cotrafa, en Bello, Antioquia, como solista vocal.
- En 2003 fue también finalista en el XII Concurso Nacional del Bambuco “Luís Carlos González”, en la modalidad de solista vocal.
- En 2006 fue Finalista y Nominada al Gran Premio Mono Núñez en el 32 Festival Nacional de Música Andina Colombiana Mono Núñez, Ginebra, Valle del Cauca.
- En 2007 también como solista vocal fue finalista del 32.º. Concurso Nacional de Música Colombiana “Antioquia le canta a Colombia”, en Santafé de Antioquia.
- En 2009 ganadora del segundo puesta como solista vocal en el Concurso Nacional de Música Colombiana "Antioquia le canta a Colombia" con la canción "Viejo Tiplecito" del Maestro José A. Morales y del primer puesto en la modalidad vocal del Concurso de interpretación Anselmo Durán Plazas en la ciudad de Neiva.
- En 2010 fue ganadora del primer puesto en la modalidad vocal del "XXIV FESTIVAL HATOVIEJO COTRAFA MÚSICA ANDINA Y LLANERA COLOMBIANAS 2010"

## En sus palabras
"Vine al mundo en Medellín, cayendo en los amorosos brazos de Damaris y Carlos, el mismo día que Lennon en algún lugar del mundo cumplía 34 años. Me recuerdo cantando desde siempre y como desde los siete años con una guitarra en la mano que me trajo el niño Dios. En mis últimos años de colegio en el San Juan Bosco de Medellín, gracias al afortunado influjo del “profe de música” que era nadie más ni nadie menos que José Revelo, me uní en vínculo indisoluble con la música andina colombiana. Fue la llegada de mi primera sobrina Sarita la que me hizo a mí también parir mi primera canción “Acalanto para Sara”, y desde ahí comencé a reconocer en la música mi mejor herramienta para dejarle saber a quien quiera saberlo lo que pienso del mundo. Por estos días suelo andar con mi mano en la mano de mi Maestro y salir a recoger la primera cosecha de mi siembra de maíz lunar... "

## Su primer trabajo discográfico: Maíz Lunar
Su primer trabajo discrográfico fue grabado en vivo en el auditorio Teresa Cuervo del Museo Nacional, en donde expone todos sus temas propios en aires de música Andina Colombiana tales como Bambuco, Caña, Danzas, Guabina, Cumbia. Todas las canciones y letras son de ella, excepto una musicalización del poema "Regresa" de Constantin Cavafis, traducido por Eduardo López Jaramillo.
En su disco se presentan los temas más reconocidas de ella tales como "A pesar de tanto gris", "Caminantes", "Tu Sortilegio", "Acalanto para Sara", "Canción de Amor entre mi patria y yo", "A Bordo de tu voz" y "El vuelo", entre otras.
El concierto fue llamado "La Gata Golosa" y fue realizado en el museo nacional en el 2008. La Gata Golosa, Luz Marina Posada. Fue acompañada por reconocidos músicos en el ámbito de la música Andina Colombiana como Gustavo Adolfo Renjifo, Germán Darío Pérez, María Olga Piñeros Lara, Carolina Muñoz.
Sus canciones han sido interpretadas por reconocidos artistas de la música Andina Colombiana, se dice que ella es el máximo exponente de la nueva música andina colombiana.